# نفوذی‌ها
نفوذی‌ها (انگلیسی: Inside Men; کره‌ای: 내부자들) یک فیلم سیاسی اکشن دلهره‌آور محصول سال ۲۰۱۵ کره جنوبی به نویسندگی و کارگردانی وو مین هو، بر پایه وب‌تون نفوذی‌ها یون ته هو است که فساد درون جامعه کره را تشریح می‌کند. در این فیلم لی بیونگ هون، چو سونگ وو و بک یون شیک ایفای نقش کردند. فیلم‌برداری این فیلم در ژوئیه ۲۰۱۴ آغاز شد و در ۱۹ نوامبر ۲۰۱۵ در سینماها اکران شد.